# Boyden, Iowa
Boyden är en ort i Sioux County i Iowa. Vid 2020 års folkräkning hade Boyden 701 invånare.